# Nordkraft (bog)
 For alternative betydninger, se Nordkraft. (Se også artikler, som begynder med Nordkraft)
Nordkraft er en roman af Jakob Ejersbo fra 2002, som blev filmatiseret i 2005. Romanens handling foregår primært i Aalborg i starten af 90'erne og handler om den forvirrede Maria, der ikke kan forlade sin pusherkæreste Asger, Allan der forsøger at lægge sin tvivlsomme fortid bag sig og Steso-Thomas der befinder sig i en entusiastisk (omend afhængig) dans med stofferne konstant søgende efter den evige rus. Nordkraft er inspireret af filmen Portland af Niels Arden Oplev. [kilde mangler]

## Komposition
Romanen er delt op i tre forskellige dele med hver sin historie med tilhørende hovedperson, der dog alle færdes i samme miljø. Hovedpersonen i bogens tredje del, Steso, dukker for eksempel allerede op i bogens første del. Den første del følger Maria, hvis primære tilknytning til stofmiljøet er gennem kæresten Asger, som er pusher. Anden del fokuserer på Allan, der har været ude at sejle for at komme på afstand fra stofmiljøet. I tredje del bliver miljøet beskrevet med Steso-Thomas som hovedperson. Selvom Steso er omdrejningspunkt for romanens tredje del, bliver han primært skildret via andre mindre centrale karakterers omtale af ham. I romanens første to dele anvendes en første persons-fortæller, hvor der i tredje del anvendes tredje-persons fortæller. Ejersbo har selv kommenteret, at hans skrivestil lægger sig i en tradition fra Ernest Hemingway og Leo Tolstoj. Litteraturforskeren Søren Schou har kommenteret, at romanen i høj grad indskriver sig i en realistisk ”ganz unten” litteratur, der skildrer samfundets ellers underbelyste underside. I de to sidste dele er bogen karakteriseret ved en udpræget brug af flashbacks, men fokus ligger konsekvent på hverdagen i Aalborgs stofmiljø. Romanen, der starter in medias res, spænder tematisk set vidt fra opvækst, misbrug, parforhold, misbrug. Særlig centralt ligger temaet om individets rolle i selv at træffe valg og skabe sin egen identitet i et samfund fyldt med muligheder. Umiddelbart lader de unge karakterer i romanen til at have det svært ved at finde sig selv og en mening med deres liv og opvækst. De prøver kontinuerligt at forstå de ting, som de har været udsat for i gennem deres opvækst og ungdom.

## Karakterer

### Maria
Den første hoveddel fortælles af den unge Maria, hvis primære forbindelse til miljøet bunder i hendes kæresteforhold til pusheren Asger. Maria bruger selv stoffer ligesom kæresten Asger, og hun lader til i starten af ”Junkiehunde” at være afhængig af hash og denne afhængighed prøver hun at komme til livs. Via Marias synsvinkel præsenteres læseren for størstedelen af det narkorelaterede persongalleri, som Nordkraft indeholder. Læseren stifter bl.a. kendskab med iraneren Hossein, der udover at være Asgers narkokurer og finansielle kilde også er den mand, der bliver genstand for Marias kærlighed. Udover dette kærlighedsforhold, som indledes i første hoveddel af Nordkraft, introduceres læseren for Marias forældre, der pga. deres datter, men også deres fortid, er sat i forbindelse med narkomiljøet. Da Maria igen optræder i den sidste del af bogen, lader det til at hun har gennemgået en markant udvikling og har tilsyneladende skabt sig en ny tilværelse og hendes blik på gruppen, hun selv var en del af engang, er markant ændret.[kilde mangler]

### Allan
I ”Broen” - romanens anden del - er det Allan, der hjemvendt fra havet, som er fortæller. Allan fortæller, hvordan han tog ud og sejle for at komme på afstand fra det aalborgensiske narkomiljø. Dette har især at gøre med hans tidligere ven Frank, som Allan købte og solgte stoffer sammen med, inden han forlod Aalborg. Gennem denne narkohandel optræder Asgers erhvervsmæssige forbindelse fra romanens første del som en naturlig del af denne midterste del. Læseren får at vide, at Allan er bange for at møde Frank, fordi Frank endte i fængsel pga. deres fælles forretninger i narkomiljøet. Allan er dog heller ikke vendt hjem til Aalborg af eget ønske, men er igen i byen fordi han var involveret i en eksplosionsulykke på den olietanker, hvor han arbejdede som maskinmester.
Hjemvendt fra havet med synlige forbrændinger i ansigtet er han tilbage i Aalborg, med alt hvad det indbefatter for ham af fristelser for bl.a. at falde tilbage i sine gamle baner, forelsker Allan sig hovedkulds i den unge kvinde Maja, der også kort var blevet introduceret præsenteret i ”Junkiehunde.”. Maja har selv haft sin tid i byens narkomiljø men har taget et meget bestemt brud med både miljøet og den livsførelse. Så da hun finder ud af Allans forhistorie med Frank og deres narkoforbindelser, distancerer hun sig fra Allan, som derefter må kæmpe for at overbevise og vinde hende tilbage. Allans far findes ikke i hans liv, da han kun har set ham en gang og hans mor er alkoholiker. I stedet optræder hans bedstefar som en forælder og ven på samme tid. Selv om Allan tager afstand til morens drikkeri, holder han stadig af hende og forsøger til en vis grad at hjælpe hende. Han vil ikke ende som sin mor, som har levet et liv i druk, undertrykt af mænd, hvilket har påvirket hendes børn meget.

### Steso-Thomas
Steso er 29 år gammel og er måske den karakter der mest omfavner stofferne, i det at livet for ham i høj grad er at tage alle de stoffer han kan komme i nærheden af. Han giver selv udtryk for, at det er et valg, han selv har taget, selvom læseren må antage at han er afhængig af stoffer i kraft af den mængde stoffer han indtager. Steso stjæler fra sine venner selv sin gode ven Taber. Dog accepteres denne adfærd af hans omgangskreds. Ved siden af at tage alle stofferne er Steso også en begejstret læser, som sluger alle de bøger, han kan få fat i. Denne intellektuelle side kommer til udtryk i Stesos egen særenge videreudvikling af psykoanalysen, hvor efter hhv. "den anale fase” og den "orale fase" mennesker oplever "Den banale fase", hvor folk oplever at have mistet deres ”naive illusioner.” Hvor man er voksen og det hele er rutinepræget og ensformigt. Han siger, at ”Man har gennemlevet den banale fase, når man ved, at man blot er et undværligt individ, og at man skal dø som alle andre og ædes af ormene og glemmes af eftertiden. Så er man voksen.” I hans kæresteforhold er han sammen med den forsigtige, forvirrede pige "Gule" Tilde, der næsten konstant indlægges på psykiatrisk afdeling. Forholdet bliver dog besværliggjort pga. Stesos overbevisning om, at meningen med hans liv er at have prøvet alle stoffer, inden han dør. Der er blevet argumenteret for, at romanen forholder sig ganske kritisk overfor den måde, Steso lever sit liv på.

## Modtagelse
Bogen fik en positiv modtagelse blandt læserne og solgte over 120.000 eksemplarer[kilde mangler] på trods af, at romanen kun var blevet trykt 300 eksemplarer i det første oplag. Også anmelderne var positivt indstillende. Bogen fik gode anmeldelser og vandt boghandlernes bogpris De Gyldne Laurbær. Forfatteren Carsten Jensen sagde i sin hyldest ved overrækkelsen af De Gyldne Laurbær, at bogen handler om”at turde udsætte sig for livet. Det er det, det hele handler om. Det er derfor, vi har kunsten.”